# Acrosina

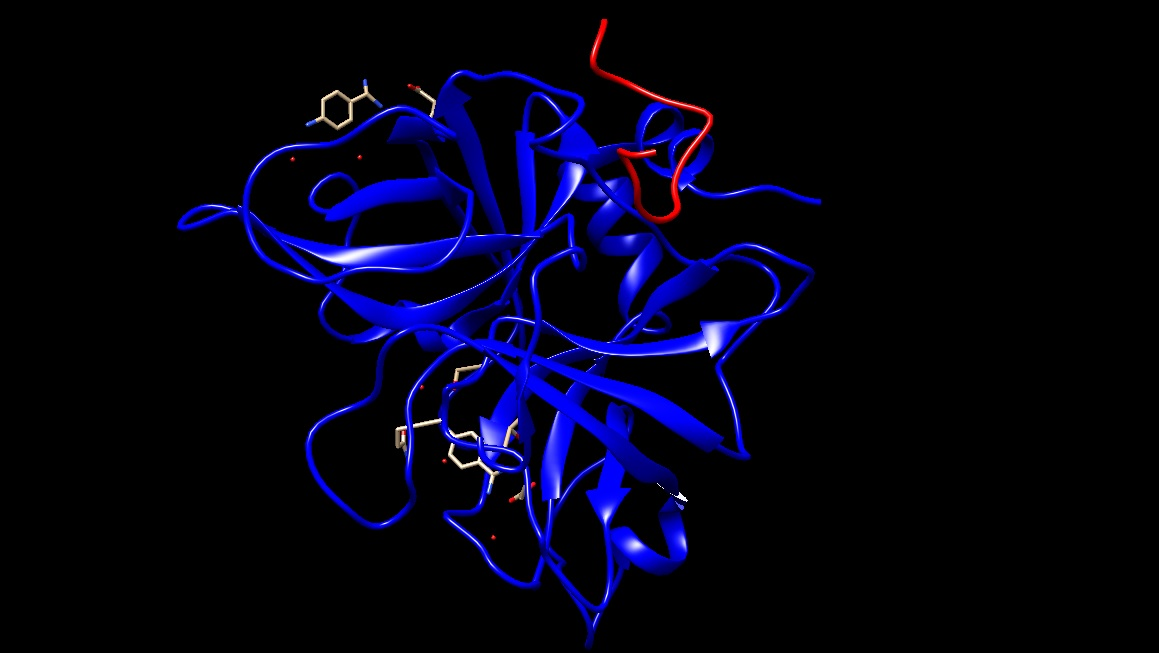
1

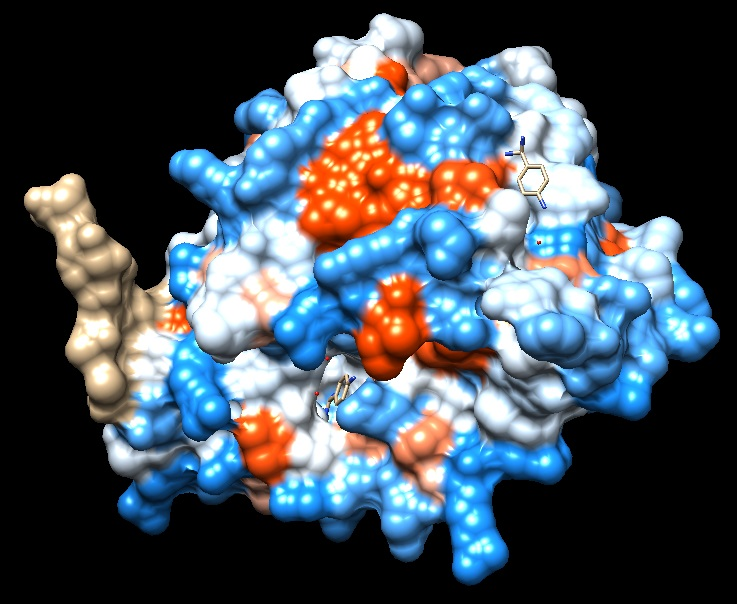
2

L'acrosina és un enzim digestiu que actua com una proteasa trencant els enllaços de les proteïnes. El seu número d'enzim és el EC 3.4.21.10. Es tracta d'una serina proteïnasa típica amb una especificitat similar a la tripsina (una proteasa de tipus tripsina) localitzada a l'interior de l'acrosoma (membrana que cobreix la part anterior del cap de l'espermatozoide). Aquest enzim és inhibit per SERPINA5.
L'acrosoma és una vesícula secretora, i la seva funció consisteix a fusionar la membrana plasmàtica de l'espermatozoide amb la membrana acrosòmica externa. Aquesta vesícula es forma durant l'espermatogènesi gràcies a la fusió de les vesícules de l'Aparell de Golgi. L'espermatozoide ha d'experimentar diverses etapes de maduració abans de poder fecundar l'òvul, en les quals l'acrosoma es va situant cap a la part final del cap espermàtic (finalment l'acrosoma ocuparà vora el 70-80% del volum del cap).
| Identificadors |           |
| Símbol         | ACR       |
| Número EC      | 3.4.21.10 |
| Número CAS     | 9068-57-9 |

Aquest enzim es troba en l'acrosoma de l'espermatozoide juntament amb altres enzims hidrolítics (com la tripsina o la hialuronidasa) en humans, en macacos rhesus i en ratolins. Aquest enzim ve codificat pel gen ACR i es sintetitza com a pre-proenzima dins l'acrosoma.
Aquests enzim està format per 420 aminoàcids, ordenats amb 24 làmines beta, 3 hèlix alfa i 17 girs, com es pot apreciar a la fotografia número 1. Té un domini que va des de l'aminoàcid 43 fins al 290. Conté 3 aminoàcids que formen el seu centre actiu localitzats a les posicions 88, 142 i 240, els quals no estan de costat, però durant el plagament de la proteïna acaben quedant molt a prop l'un de l'altre.
El seu pes molecular és de 76000 grams/mol.

L'enzim es manté estable mentre el seu pH estigui entre 6 i 10,5, i el seu pH òptim és 8. La temperatura també influeix en l'activitat de l'enzim, i acostuma a ser la corporal (37 °C), però si augmentes la temperatura fins a 55 °C, aquests perdrà un 50% de la seva activitat en 10 minuts.

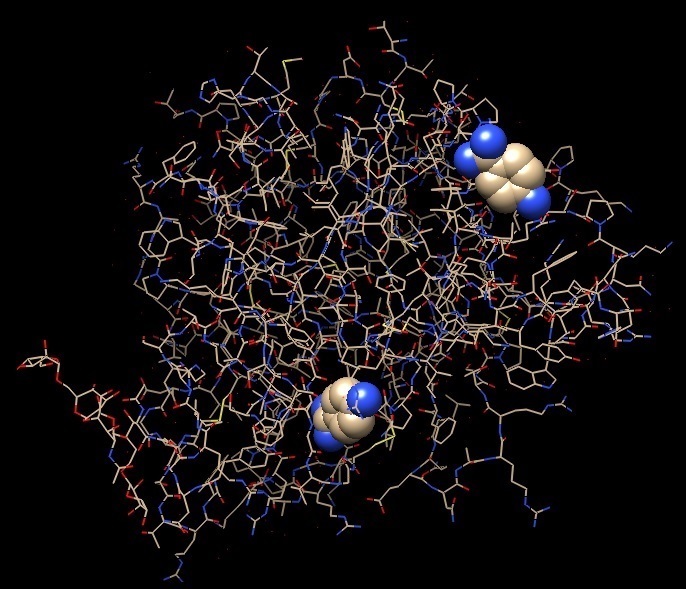
estructura dels àtoms de l'acrosina

## Emmagatzematge
L'acrosina és un dels enzims principals que posseeix l'espermatozoide en una estructura vesicular que envolta el nucli i que es troba a la part anteriorde l'espermatozoide: a l'acrosoma. Aquest acrosoma conté vesícules, entre elles lisosomes que és on es troben emmagatzemats aquests enzims. Per tant, parlem de l'acrosina com un enzim lisosomal.
Específicament, s'emmagatzema dins dels lisosomes de l'acrosoma, en part en forma de zimogen inactiu, anomenat proacrosina.

## Activitat biològica
L'acrosina actua principalment en la penetració de la zona pel·lúcida per l'espermatozoide, en els processos previs a la fecundació de l'òvul, alliberat a conseqüència de la reacció acrosòmica.
La penetració de la zona pel·lúcida respon a un fenomen de proteòlisi regional i limitada de les proteïnes que la constitueixen, a mesura que l'espermatozoide mòbil i amb reacció acrosòmica avança. Un cop arriben els espermatozoides a la zona pel·lúcida, aquests s'uneixen a proteïnes de la zona les quals indueixen la reacció acrosòmica en diversos punts del cap espermàtic.
La reacció acrosòmica és el procés d'alliberació per exocitosi del contingut acrosòmic, resultant de la fusió d'ambdues membranes acrosomals (membrana plasmàtica de l'espermatozoide i membrana externa de l'acrosoma) i s'allibera l'acrosina dels lisosomes, així com el contingut de l'espermatozoide (mitocondris, flagel, nucli i centrosoma del coll) a dins el citoplasma de l'ovòcit.
És necessari que es produeixi una correcta capacitació prèvia de l'espermatozoide per tal que es produeixi aquesta reacció acrosòmica. Estudis recents daten que un tipus de glicoproteïnes de la zona pel·lúcida indueixen l'activació de la reacció acrosòmica (ZP3) i, a més, s'ha demostrat que d'altres participen en la interacció entre les membranes partícips (ZP2).
Un cop completada la unió primària a la zona pel·lúcida i la reacció acrosòmica per part dels espermatozoides, s'inicia la fase de penetració de la matriu que rodeja l'ovòcit, que involucra la unió de l'espermatozoide a les glicoproteïnes de la zona pel·lúcida i la seva digestió enzimàtica. L'acrosina, un cop alliberada, facilita aquesta penetració a través de la proteòlisi dels components de la zona pel·lúcida i la dissolució i alliberació dels continguts.
La acrosina es troba emmagatzemada en forma inactiva com pro-acrosina i, la condició perquè tingui efecte l'activitat enzimàtica de l'acrosina és l'activació d'aquesta en el seu estat precursor, pro-acrosina (de pro-acrosina
a acrosina).
La pro-acrosina es estable a pH baix (àcid) i, cal que el pH augmenti per sobre de 6 perquè la pro-acrosina es transformi en acrosina. L'activació de l'acrosina involucra la formació de diversos intermediaris d'activació, amb la pèrdua de l'extrem carboxil terminal donant lloc a la proteïna madura.
Estudis clínics realitzats recentment amb espermatozoides porcins i bovins (que també contenen acrosina) ratifiquen que altes concentracions intracel·lulars d'ions K+ i baixes d'ions Ca+2 protegeixen la cèl·lula espermàtica d'una reacció acrosòmica precoç. Aleshores, per tal que tingui lloc aquesta reacció en el moment oportú, aquests ions són bombejats mitjançant un transport actiu amb una ATP-asa transmembrana que bombeja els ions Na+ cap a l'exterior i els K+ cap a l'interior. A més, els ions Ca+2 que arriben a la cèl·lula reaccionen amb les membranes acrosòmica externa i plasmàtica, unint fosfolípids aninònics. Aquesta unió indueix la conversió de proacrosina a acrosina i, conseqüentment, l'alliberació del contingut acrosòmic. Complementant aquests experiments, s'ha vist que altres substàncies com glicosaminoglicans també acceleren el procés de conversió de proacrosina a acrosina, de manera que la reacció acrosòmica es veu directament afectada.
Tanmateix, a part de l'enzim acrosina, existeixen altres factors que influeixen en l'ocurrència de la reacció de l'acrosoma, com serien: la progesterona, l'estradiol, l'àcid gamma-aminobutíric (GABA), les proteïnes ZP3
i ZP2, el ionòfor A23187, agents fusiogènics i altres que exerceixen un rol inhibidor sobre la reacció acrosòmica (interleucina-6, clatrina i zinc).

## Relació entre la reacció acrosòmica i l'acrosina
Per tal que la reacció acrosòmica es dugui a terme és important que el conjunt de substàncies, etapes i mecanismes que es troben involucrats es produeixin qualitativament i quantitativament de forma correcta (l'acrosina és d'important rellevància). Destaquen els següents que tenen relació directa amb l'acrosina:
- Requeriments iònics: L'ió Ca+2 augmenta la capacitat d'estimulació de l'acrosoma i, per tant, la formació de proacrosina durant l'etapa de la capacitació i hiperactivació espermàtica. També, l'anió hidrogencarbonat ajuda a fosforilar les tirosines i la proacrosina, a més d'estar involucrat en l'augment del pH intracel·lular (per tal d'afavorir reaccions enzimàtiques com la conversió de proacrosina a acrosina).
- Disminució del contingut de colesterol: Afavoreix la fluïdesa de la membrana i, per tant, l'entrada de Ca+2 extracel·lular, promotor de la capacitació espermàtica.
- Requeriments enzimàtics: Calen enzims hidrolítics capaços d'accelerar la reacció acrosòmica com la tripsina o l'acrosina, ja que són molècules partícips de la unió inicial de la zona pel·lúcida i en els esdeveniments bioquímics precoços d'aquesta reacció.

## Relació entre l'anatomia espèrmica i l'acrosina
Els espermatozoides humans són de forma piriforme, tan sols sobreviuen en un ambient càlid (encara que uns 2-3⁰C per sota de la temperatura corporal) i són les úniques cèl·lules humanes que contenen flagels. Viuen aproximadament 24h, tot i que poden fecundar l'òvul fins i tot tres dies després.
Els espermatozoides es componen bàsicament de dues parts:
- CAP- Està compost per dues subunitats:

1. ACROSOMA: Cobreix les 2/3 parts anteriors del cap. És una capa formada pels enzims hialuronidasa, acrosina i neuraminidasa que afavoreixen la ruptura de la zona pel·lúcida que envolta l'ovòcit.
2. NUCLI: Conté la càrrega genètica de l'esperma (23 cromosomes en el pronucli). Després que l'acrosoma obri la zona pel·lúcida, l'única part que entra dins del citoplasma és el nucli.

En els éssers humans tant el pronucli com l'acrosoma estan envoltats enmig d'una petita quantitat de citoplasma i revestits per una membrana plasmàtica que uneix el cap amb el flagel. La mesura del cap de l'espermatozoide fa aproximadament 5 micròmetres de longitud.
- FLAGEL- Permet la mobilitat cel·lular de l'espermatozoide.

## Patologies relacionades amb l'enzim acrosina
La importància de l'acrosina en la fecundació ve determinada per dos fenòmens naturals que s'han observat en la medicina:
- La globozoospèrmia és una patologia espermàtica, en la qual l'esperma no produeix acrosina. Els caps dels espermatozoides normal presenten una forma ovalada, amb una coberta semblant a una tapa, que seria l'acrosina. En canvi, els espermatozoides que pateixes aquesta deficiència, presenten un cap més arrodonit, ja que no tenen la tapa que representa l'acrosina. Aquests espermatozoides no són capaços de fecundar l'òvul de manera natural, ni mitjançant tècniques com la inseminació artificial ni la FIV convencional, ja que no poden descompondre la membrana externa de l'òvul per la manca d'acrosina. Per poder fecundar l'òvul, s'hauria d'utilitzar la tècnica ICSI, amb la qual l'especialista introdueix directament l'espermatozoide amb l'ajuda d'una micropipeta. Però tot i això, a vegades aquesta tècnica no dona resultat, ja que els espermatozoides amb aquesta patologia tenen alterada el contingut genètic. Ja que els espermatozoides són el vehicle mitjançant el qual els homes aporten la mitat del contingut genètic de l'embrió. Això causarà la formació d'un embrió anormal i no es podrà desenvolupar de forma normal. Per tant, el 100% dels pacients són estèrils. Aquesta patologia és causada per una manca del gen DPY19L2, el qual conté la informació necessària per crear la proteïna DPY19L2. Aquesta està involucrada en el desenvolupament de l'acrosoma i l'allargament del cap, els quals són dos passos fonamentals per aconseguir que l'esperma maduri correctament. La patologia presenta un patró d'herència autosòmica recessiva, el que significa que les dues còpies del gen de cada cèl·lula han de contenir la mutació. Això provoca que els pares d'un individu afectat, no presentaran signes ni símptomes de la malaltia. Aquesta és una patologia molt estranya que s'estima que afecta a un de cada 65.000 homes. També influeix la zona geogràfica en la seva prevalença, ja que a l'Àfrica representa aproximadament un de cada 100 dels casos d'infertilitat masculina.[7]
- La polizoospèrmia es caracteritza per la presència de més de 250 milions d'espermatozoides per mil·límetre. Aquesta és una patologia que constitueix el 50% de casos d'infertilitat masculina. També s'ha comprovat que el 25% de les parelles en que el baró pateix aquesta patologia han tingut com a mínim un avortament. Es va observar que aquests espermatozoides contenien el 50% menys d'acrosina que els individus sans. També s'observa que es produeix una disminució significativa del ATP que contenen aquests acrosomes. És una causa d'esterilitat, ja que una concentració tan elevada d'espermatozoides pot fer que els que es formin no vagin tan bé com s'espera. En aquesta patologia, també es pot donar que de tots els que es formen només el 4% tenen una bona mobilitat i la resta no. Tot això bé relacionat amb el fet que per crear una gran quantitat d'espermatozoides, necessitem una gran quantitat de radicals lliures en l'epidídim (òrgan de l'aparell reproductor on s'emmagatzemen i maduren els espermatozoides), aquests augment de radicals lliures, fa que augmenti la fragmentació de l'ADN de l'esperma, i com a conseqüència d'això es produeixen alteracions cromosòmiques. Per altra banda, en molts casos aquesta malaltia s'associa a una disminució del volum de l'ejaculació. Segons l'OMS no es considera una de les principals causes d'infertilitat, ja que el 40% de les parelles afectades poden tenir fills sense saber que pateixen la patologia, i el 60% també poden tenir fills, però necessiten l'ajuda d'una tècnica de reproducció assistida, com la inseminació intrauterina. La causa d'aquesta malaltia pot venir relacionada per factors hormonals, testiculars, postesticulars, ambientals o fins i tot l'alimentació, tot i que la majoria de vegades se’n desconeix la causa exacta.[8]